# 神戶勝利船

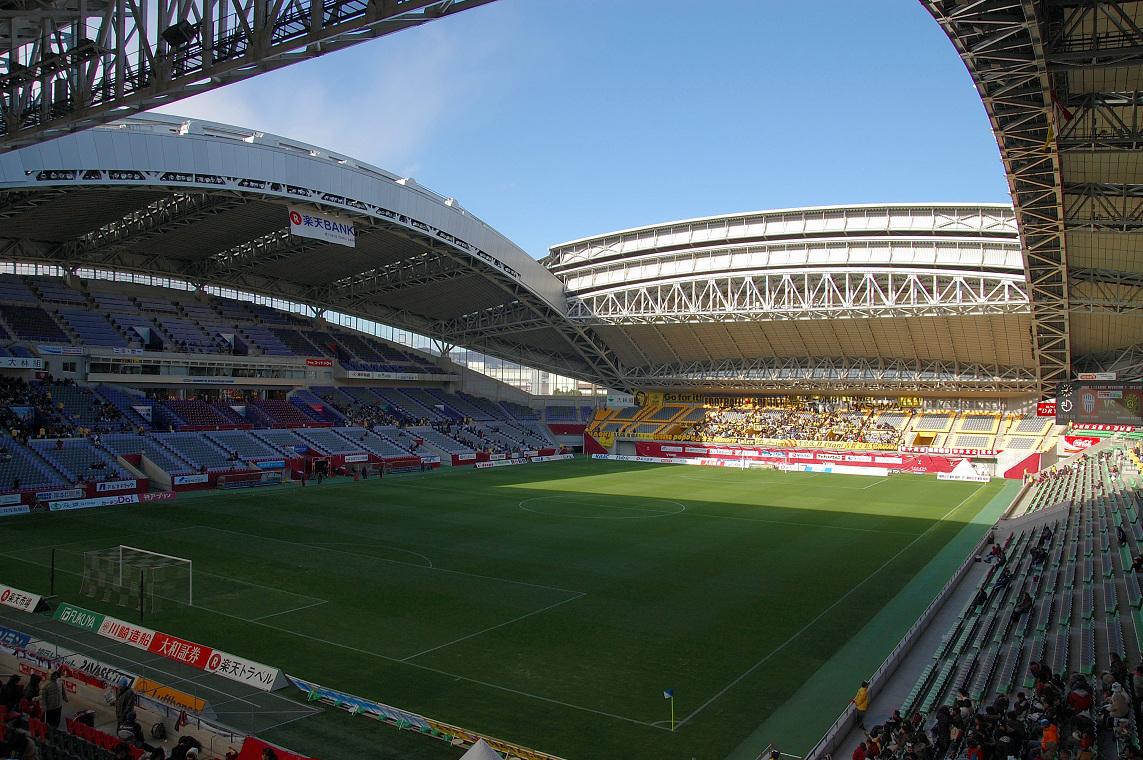
神戶勝利船隊主場，御崎公園球技場

神戶勝利船（日語：ヴィッセル神戸）是一支日本職業足球隊，屬於日本職業足球聯賽，主場在兵庫縣神戶市。該球隊於1997年加盟日職聯。

## 簡介
球隊的前身是川崎製鐵水島足球隊，1966年創立。1997年，從JFL升級到日職聯，自此在日職聯比賽。球隊的根據地是兵庫縣神戶市，主場是御崎公園球技場（又名神戶翼球場），可容納30,000人，自2003年球季開始使用。
队名Vissel是英语“VICTORY（胜利）”和“VESSEL（船）”的组合词。“胜利船”不但象征神户这个港口城市，也有背负神户市民的梦想，不断挑战胜利的意味。

## 歷史

### 創設
1994年9月，俱樂部確定名稱為「神戶勝利船」。

### 1995年 - 2003年
1995年1月1日，神戶勝利船正式成立，并于当年开始参加日本足球联赛。球會初次練習的1月17日發生阪神大地震，球員們在岡山縣倉敷市的體育場進行初次練習。另外，神戶市內的「いぶきの森球技場」在1995年7月才完成。球會在6個月的象徵存在後，有「神戶先生」之稱的前鋒永島昭浩加入球會。
1996年，神户胜利船获得了日本足球联赛的亚军。由于冠军本田FC拒绝放弃其企业所有权，神户胜利船得以升入日本職業足球聯賽。
2003年12月，由于管理不善，包括无法获得投资者和赞助商的支持，不断增加的财务损失迫使俱乐部申请破产保护。

### 2004年 - 2005年
2004年1月，神户胜利船被乐天集团株式会社的母公司Crimson Group收购。期间，球队签下伊漢·文斯，但这位土耳其前锋只踢了三场比赛就因膝伤离队。集团总裁三木谷浩史还将队服颜色从黑白条纹改为与集团主题色相同的深红色，导致了球迷的不满。当年神户胜利船排名J1联赛第11名。
2005年，神户胜利船排名J1联赛第18名（倒数第一），需于2006年降级到J2联赛。

### 2006年
2006年是神戶勝利船在日本顶级足球联赛征战9年后的首个J2赛季。他们在赛季获得了第三名，并在升级附加赛中击败了福岡黃蜂后重新升到J1。

### 2007年 - 2012年
2007年至2011年期间，神户胜利船每年都排名联赛下半区。
2012年日本職業足球聯賽，神戶勝利船排名倒數第三，需於2013年再次降到J2联赛。

### 2013年
2013年，神戶勝利船於J2排名第二，僅落後於大阪飛腳4分，但已確保他們在2014賽季重返J1聯賽。

### 2014年至今
2017年3月，神户胜利船从加拉塔萨雷体育俱乐部签下了卢卡斯·波多尔斯基。
2018年5月，神户胜利船从巴塞罗那足球俱乐部签下了安德烈斯·伊涅斯塔。2018年12月，神户胜利船从美职联纽约城足球俱乐部签下了大卫·比利亚。
2020年1月1日，在刚刚启用的新国立竞技场举行的2019年天皇杯决赛中，首次进入决赛的神户胜利船击败鹿岛鹿角，赢得了俱乐部历史上的首个冠军。这也是大卫·比利亚在神户胜利船参加的最后一场职业比賽。
2020年2月8日，神户胜利船击败横滨水手，首次夺得日本超级杯冠军，这也是他们第二次夺得全国冠军。
由于赢得了当年的天皇杯冠军，神户胜利船在2020年首次获得出战2020年亚足联冠军联赛的资格，并以小组第二的身份成功出线，在八分之一决赛中以2-0击败上海上港，在四分之一决赛中以7-6点球击败水原三星蓝翼，最终在半决赛中以1-2负于蔚山现代，未能进入决赛。
2023年11月25日，神户胜利船在J1联赛2023赛季倒数第二轮的比赛中以2-1的比分战胜名古屋鲸鱼，历史上首次获得J1联赛冠军。神户胜利船因此成为日本第一支从第三级联赛升入顶级联赛后夺冠的球队。

## 榮譽

### 本地聯賽
- 日本甲組職業足球聯賽:
  - 冠軍 (2) : 2023, 2024

### 本地盃賽
- 天皇盃
  - 冠軍 (2) : 2019, 2024
- 日本超級盃
  - 冠軍 (1) : 2020

## 球員

### 現役球員 （2025年）
1. 以下球員名單更新於2023年2月22日
2. 球員編號參照神戶勝利船官方網站 （页面存档备份，存于）
3. 國籍圖標根據國際足協的參賽資格定義，但球員可能會持有多於一個非國際足協定義的國籍

| 號碼     | 國籍     | 球員名（英文名）                        | 出生日期       | 加盟年份 | 前屬球會        |
| 守 門 員 | 守 門 員 | 守 門 員                                | 守 門 員       | 守 門 員 | 守 門 員        |
| -------- | -------- | --------------------------------------- | -------------- | -------- | --------------- |
| 1        | 日本     | 前川黛也（Daiya Maekawa）               | 1994年9月8日   | 2017年   | 關西大學足球部  |
| 21       | 日本     | 新井章太（Shota Arai）                  | 1988年11月1日  | 2024年   | } 市原千葉JEF聯 |
| 39       | 日本     | 髙山汐生（Shioki Takayama）             | 2001年6月13日  | 2024年   | 筑波大学足球队  |
| 50       | 日本     | 鲍威尔·奥比纳·奥比（Powell Obinna Obi） | 1997年12月18日 | 2024年   | 橫濱水手        |
| 後 衛    |          |                                         |                |          |                 |
| 3        | 巴西     | 馬修斯·圖勒（Thuler）                   | 1999年3月10日  | 2022年   | 蒙彼利埃        |
| 4        | 日本     | 山川哲史（Tetsushi Yamakawa）           | 1997年10月1日  | 2019年   | 青年軍          |
| 15       | 日本     | 本多勇喜（Yuki Honda）                  | 1991年1月2日   | 2023年   | 京都不死鳥      |
| 19       | 日本     | 初瀨亮（Ryo Hatsuse）                   | 1997年7月10日  | 2020年   | 福岡黃蜂        |
| 23       | 日本     | 广濑陆斗（Rikuto Hirose）               | 1995年9月23日  | 2024年   | 鹿岛鹿角        |
| 24       | 日本     | 酒井高德（Gotoku Sakai）                | 1991年3月14日  | 2019年   | 漢堡            |
| 33       | 日本     | 贾斯汀·霍马（Justin Homma）             | 2005年8月26日  | 2023年   | 青年軍          |
| 37       | 日本     | 寺阪尚悟（Shogo Terasaka）              | 2004年6月6日   | 2021年   | 青年軍          |
| 55       | 日本     | 岩波拓也（Takuya Iwanami）              | 1994年6月18日  | 2024年   | 浦和紅鑽        |
| 81       | 日本     | 菊池流帆（Ryuho Kikuchi）               | 1996年12月9日  | 2020年   | 山口雷法        |
| 中 場    |          |                                         |                |          |                 |
| 2        | 日本     | 飯野七聖（Nanasei Iino）                | 1996年10月2日  | 2022年   | 鳥棲砂岩        |
| 6        | 日本     | 扇原貴宏（Takahiro Ogihara）            | 1991年10月5日  | 2022年   | 橫濱水手        |
| 7        | 日本     | 井手口陽介（Yosuke Ideguchi）           | 1996年8月23日  | 2024年   | 凯尔特人        |
| 14       | 日本     | 汰木康也（Koya Yuruki）                 | 1995年7月3日   | 2022年   | 浦和紅鑽        |
| 16       | 日本     | 齊藤未月（Mitsuki Saito）               | 1999年1月10日  | 2023年   | 大阪飛腳        |
| 17       | 日本     | 樱井龙典（Tatsunori Sakurai）           | 2002年7月26日  | 2021年   | 青年軍          |
| 18       | 日本     | 井出遥也（Haruya Ide）                  | 1994年3月25日  | 2023年   | 東京綠茵        |
| 25       | 日本     | 鍬先祐弥（Yuya Kuwasaki）               | 1998年5月15日  | 2024年   | 長崎成功丸      |
| 30       | 日本     | 泉柊椰（Kakeru Yamauchi）               | 2002年1月6日   | 2024年   | 筑波大学足球队  |
| 31       | 日本     | 中坂勇哉（Yuya Nakasaka）               | 1997年8月5日   | 2020年   | 京都不死鳥      |
| 44       | 日本     | 日髙光揮（Mitsuki Hidaka）              | 2003年4月11日  | 2023年   | 帕索競技        |
| 前 鋒    |          |                                         |                |          |                 |
| 9        | 日本     | 宮代大聖（Taisei Miyashiro）            | 2000年5月26日  | 2024年   | 川崎前鋒        |
| 10       | 日本     | 大迫勇也（Yuya Osako）                  | 1990年5月18日  | 2021年   | 雲達不萊梅      |
| 11       | 日本     | 武藤嘉紀（Yoshinori Muto）              | 1992年7月15日  | 2021年   | 紐卡素          |
| 26       | 巴西     | 真恩·柏特歷（Jean Patric）              | 1997年5月14日  | 2023年   | 大阪櫻花        |

## 著名前球员
- 馬修·賓利
- 法比奧·森比斯奧
- 比斯馬克·巴列圖·法利亞
- 罗杰·马沙杜·马基斯
- Oséas（英语：Oséas）
- 柏特歷·麥保馬
- Julián Estiven Vélez（英语：Julián Estiven Vélez）
- 帕维尔·霍瓦特
- Ivo Ulich（英语：Ivo Ulich）
- 米高·勞特立
- 盧卡斯·波多斯基
- Budimir Vujačić（英语：Budimir Vujačić）
- 大卫·比利亚
- Thomas Bickel（英语：Thomas Bickel）
- Ziad Tlemçani（英语：Ziad Tlemçani）
- 伊漢·文斯
- 三浦知良
- 安德烈斯·伊涅斯塔

## 外部連結
- （日語） 神戶勝利船官方網站 （页面存档备份，存于）